# Acetilserotonina O-metiltransferasa
N-Acetilserotonina O-metiltransferasa (ASMT), también conocida como hidroxindol O-metiltransferasa (HIOMT), es una enzima que cataliza la reacción final de la síntesis de melatonina. Esta reacción se incluye en las rutas metabólicas del triptófano.

## Reacción catalizada
Esta enzima metila el grupo hidroxilo en posición 5 del anillo indólico de la N-acetilserotonina utilizando como donador de grupos metilo la S-Adenosil metionina.
S-Adenosil metionina +  → S-Adenosil L-homocisteína + 
Esta enzima puede actuar sobre otros hidroxindoles como ácido 5-hidroxindolacético dando lugar al ácido 5-metoxindolacético

S-Adenosil metionina +  → S-Adenosil L-homocisteína + 

## Estructura y localización génica
En humanos, la enzima ASMT (HIOMT) está codificada por el gen ASMT situado en la región pseudoautosómica de los cromosomas sexuales. Hay un alelo en el cromosoma X y el otro en el cromosoma Y.
La actividad enzimática ASMT se encuentra en niveles elevados en la glándula pineal y en la retina en la especie humana y en la mayoría de los vertebrados.

## Sinónimos
Nombre sistemático: S-adenosil-L-metionina:N-acetilserotonina O-metiltransferasa
Otros sinónimos son (por orden de frecuencia de uso):  Hidroxindol O-metiltransferasa (HIOMT), Acetilserotonina O-metiltransferasa (ASMT), Acetilserotonina metiltransferasa (cromosoma Y).

## Organismos
N-Acetilserotonina O-metiltransferasa se encuentra en procariotas, como las bacterias Rhodopirellula baltica y Chromobacterium violaceum y en eucariotas como Gallus gallus (pollos), Bos taurus (vacas), Homo sapiens (humanos), Macaca mulatta (macacos rhesus), y Rattus norvegicus (ratas) 

## Ejemplos de secuencias de Aminoácidos
Bos taurus (350 Aminoácidos)
MCSQEGEGYSLLKEYANAFMVSQVLFAACELGVFELLAEALEPLDSAAVSSHLGSSPGD
RAATEHLCVPEAAASRREGRKSCVCKHGARQHLPGERQPQVPAGHAAVRGQDRLRLLAP
PGEAVREGRNQYLKAFGIPSEELFSAIYRSEDERLQFMQGLQDVWRLEGATVLAAFDLS
PFPLICDLGGGSGALAKACVSLYPGCRAIVFDIPGVVQIAKRHFSASEDERISFHEGDF
FKDALPEADLYILARVLHDWTDAKCSHLLQRVYRACRTGGGILVIESLLDTDGRGPLTT
LLYSLNMLVQTEGRERTPGRSTARSVGPAASETCGDGGRGEPTMLSWPGNQACSV
Homo sapiens (373 Aminoácidos)
MGSSEDQAYRLLNDYANGFMVSQVLFAACELGVFDLLAEAPGPLDVAAVAAGVRASAHG
TELLLDICVSLKLLKVETRGGKAFYRNTELSSDYLTTVSPTSQCSMLKYMGRTSYRCWG
HLADAVREGRNQYLETFGVPAEELFTAIYRSEGERLQFMQALQEVWSVNGRSVLTAFDL
SVFPLMCDLGGTRIKLETIILSKLSQGQKTKHRVFSLIGGAGALAKECMSLYPGCKITV
FDIPEVVWTAKQHFSFQEEEQIDFQEGDFFKDPLPEADLYILARVLHDWADGKCSHLLE
RIYHTCKPGGGILVIESLLDEDRRGPLLTQLYSLNMLVQTEGQERTPTHYHMLLSSAGF
RDFQFKKTGAIYDAILARK

### Splicing alternativo
El gen HIOMT en la especie humana tiene una longitud aproximada de 35 kb y está formado por 9-10 exones. El gen puede sufrir un splicing alternativo dando lugar al menos a tres posibles isoformas proteicas, aunque parece ser que todas las isoformas tienen la misma capacidad de sintetizar melatonina. También se han encontrado múltiples regiones promotoras, indicando la posible existencia de varios mecanismos de regulación de su expresión.

### Expresión en células inmunes
Estudios recientes han encontrado transcritos de ARNm del gen HIOMT en linfocitos B, linfocitos T CD4+, linfocitos T citotóxicos, y linfocitos NK en humanos.
Este hallazgo junto con la investigación sobre las variantes de splicing de la HIOMT, sugiere que la HIOMT juega un papel importante en el sistema inmune humano, además de su papel en el sistema endocrino y nervioso.

## Implicaciones clínicas

### Tumores
Existen evidencias experimentales de una elevada expresión del gen de la HIOMT en tumores parenquimales de la glándula pineal. Este hecho ha dirigido el estudio de la expresión de este gen como marcador diagnóstico de este tipo de tumor. Niveles anormalmente elevados de HIOMT en la glándula pineal puede servir como indicador de la existencia de este tipo de tumores cerebrales.

### Desórdenes psiquiátricos
Los niveles de melatonina se usan como marcador de desórdenes psiquiátricos, en conjunción con otros criterios de diagnóstico para determinar la existencia de numerosos desórdenes como por ejemplo Trastorno afectivo estacional, Trastorno bipolar, o Trastorno depresivo. 
Los niveles de melatonina también dan idea sobre la severidad de la enfermedad del paciente en un momento dado.